# 寄託 (ドイツ法)
寄託（きたく）は、ドイツ法では受寄者が寄託者から動産の引き渡しを受け、それを保管することを目的とする契約（私法上の寄託）。またドイツでは判例等で公法上の寄託関係も認められており、公法上の寄託関係は行政行為及び行政庁による単なる占有取得だけで成立する。

## 私法上の寄託

### 契約の成立
私法上は受寄者が寄託者から動産の引き渡しを受け、それを保管することを目的とする契約である。ドイツでは2002年に債務法現代化法が施行されたが寄託に関する条文改正は行われなかった。
ドイツ民法の寄託契約に関しては要物契約説と諾成契約説があるが、支配的見解は諾成契約説で、要物契約説はほとんど支持されていない。

### 契約の効力
寄託契約が成立した場合、受寄者に動産の保管義務が生じる（ドイツ民法688条）。また受寄者は保管義務のほか、救助義務、付随義務、返還義務を負う。受寄者が保管義務に違反して寄託者に損害を発生させ、免責事由もないときは損害賠償義務を負う。
寄託には有償寄託と無償寄託がある。ドイツ民法には受寄者に報酬と引換えにのみ保管が行われるような期待すべき事情があるときは、黙示に報酬に関する合意をしたものとみなす規定がある（ドイツ民法689条）。無償寄託の場合は注意義務は軽減され自己の事務についての通常の注意義務で責任を負う。
寄託者は受寄者が保管のために必要と認められる費用の支出を行ったときは受寄者に対して費用を償還する義務を負う（ドイツ民法693条）。

## 公法上の寄託
公法上の寄託関係は行政庁と私人間に発生する行政法上の債権関係である。ドイツの判例では行政庁が公的利益のために物を占有する場合で、それが私人の自己の物に対する保全措置を妨げる関係になるときに公法上の寄託は成立するとしている。公法上の寄託が認めれるのは動産に限られる。
ドイツの判例で公法上の寄託とされた例としては、警察の命令で自動車がレッカー移動された場合、差し押さえた住居から家具等を運び出して保管している場合、訴訟記録のため提出された書類等の保管などがある。判例では特別法が存在せず公的利益と一致する限り公法上の寄託にも民法上の規定が適用されるとしている。
特別法に1969年7月28日のドイツ郵便法、1970年5月18日のドイツ関税法などがある。